# David Macháček (architekt)
David Macháček (* 18. března 1972, Praha) je současný český architekt.

## Životopis a kariéra
Vystudoval Fakultu architektury ČVUT. Jako absolvent spolupracoval s architektem Kuzemenským v atelieru My architekti, kde spolupracoval například na projektu rodinného domu v Karlových Varech.
Skutečný posun v kariéře však nastal v okamžiku, kdy začal spolupráci s atelierem DaM, kde se realizoval na několika bytových projektech.
Ve své tvorbě uplatňuje především ekologický přístup, pochopení pro levné materiály v kvalitním provedení a netradičním užití.
V r. 2010 kandidoval do zastupitelstva Prahy 10 na kandidátce Strany zelených (ve 3. volebním obvodu).

## Vybrané realizace
2005 Bytový dům Pecha, My architekti

2007 Rodinný dům v Karlových Varech, My architekti

2011 Interiér bytu v Praze, DaM

2011 Rezidence Švédská, DaM